# Tierra y Libertad (södra Suchiate kommun)
Tierra y Libertad är en ort i Mexiko.   Den ligger i kommunen Suchiate och delstaten Chiapas, i den sydöstra delen av landet, 900 km sydost om huvudstaden Mexico City. Tierra y Libertad ligger 11 meter över havet och antalet invånare är 581.
Terrängen runt Tierra y Libertad är mycket platt. Havet är nära Tierra y Libertad åt sydväst. Runt Tierra y Libertad är det ganska tätbefolkat, med 129 invånare per kvadratkilometer. Närmaste större samhälle är Brisas Barra de Suchiate, 4,5 km sydost om Tierra y Libertad. 